# 철의 삼각

미국 정치의 철의 삼각관계를 보여주는 다이어그램

철의 삼각, 철의 삼각형, 철의 삼각지대, 철의 트라이앵글(Iron triangle)은 미국의 정치에서 1981년 고던 애덤스(Gordon Adams)가 설명한 것처럼 의회 위원회, 관료, 이익 집단 간의 정책 결정 관계로 구성된다. 이 '철의 삼각' 개념에 대한 초기 언급은 1956년 의회 분기별 주간 보고서에서 "철의 삼각: 영향력, 배경 및 전망"(Iron triangle: Clout, background, and outlook) 및 "철의 삼각에 있는 틈새?"(Chinks in the Iron Triangle?) 등에서 확인된다.

## 같이 보기
- 과두제의 철칙
- 정책
- 정체
- 공공선택론
- 규제 포획
- 군산 복합체
- 압력 단체